# ミヤコーバス吉岡営業所
ミヤコーバス吉岡営業所（ミヤコーバスよしおかえいぎょうしょ）は、宮城県黒川郡大和町吉岡車東にあるミヤコーバスの営業所。統合前は宮交バスシステムの営業所であった。元々は仙台鉄道吉岡駅跡地に設置され、歴史は仙台鉄道開業に始まる。
当記事では、バス停である吉岡案内所バス停についても記す。

## 沿革
- 1932年（昭和7年） - 仙台鉄道が吉岡地区でのバス事業開始、事務所は吉岡駅構内に置く。
- 1954年（昭和29年） - 大松沢駐在所設置。
- 1962年（昭和37年） - 仙台鉄道・古川交通・塩釜交通が合併、宮城バス（初代）設立。宮城バス吉岡営業所となる。
- 1970年（昭和45年）10月1日 - 宮城バス、宮城中央バス、仙南交通が合併し、宮城交通設立により、宮城交通吉岡営業所となる。
- 1993年（平成5年）3月15日 - 宮城交通泉営業所（初代。現仙台北営業所。現在の泉営業所は2代目）と吉岡営業所が統合され、富谷営業所開設。吉岡案内所へ格下げ。
- 199x年 - 富谷営業所構内に、宮交バスシステム富谷出張所併設。富谷町関連業務の受託を開始。
- 199x年 - 宮城交通吉岡案内所構内に移転。
- 1999年（平成11年）10月1日 - 宮床線廃止、大和町町民バスに移管。
- 2000年（平成12年）6月30日 - 吉岡線（公立黒川病院 - 上平渡）廃止、大衡村民バス「万葉バス」運行業務受託開始[1]。
- 200x年 - 宮城交通吉岡案内所担当の路線が全て宮交バスシステムに移管。同時に宮城交通車の常駐や出稼ぎ車両の夜間滞泊が消滅。
- 2005年（平成17年）11月19日 - 泉中央 - 仙台空港線廃止。
  - 12月1日 - 宮交大崎バスが運行していた特急仙台古川線に、仙台側の事業者として参入。
- 2006年（平成18年）3月31日 - 松島線（公立黒川病院 - 松島案内所）廃止[2]。
- 2007年（平成19年）1月1日 - 地域子会社の統合に伴い、ミヤコーバス吉岡営業所となる。
  - 3月31日 - 利府線（公立黒川病院-利府駅前）廃止[3]。
  - 10月1日 - 特急仙台大衡線運行開始。
- 2008年（平成20年）4月1日 - 石巻営業所のみ担当だった特急仙台石巻線一部便の運行を開始（2010年3月31日をもって終了→のち再開）。
- 2009年（平成21年）10月1日 - 北部工業団地線運行開始。また、この日より4ヶ所の吉岡志田町バス停のうち、特急仙台大衡線と北部工業団地線が停車する宮城県道3号塩釜吉岡線沿いの上下線バス停留所を「吉岡東」に改称（吉岡線が停車する国道4号沿いの上下線バス停留所は吉岡志田町として名称存置）。
- 2013年（平成25年）4月1日 - 大和町バスターミナルを町が設置、乗り入れ開始に伴い経路変更。
- 2015年（平成27年）12月6日 - 一般路線：吉岡・北部工業団地線、高速路線：高速仙台石巻線において、ICカード乗車券「icsca」を導入[4]。
- 2023年（令和5年）4月1日 - 当営業所が大衡村から運行を受託している「万葉バス」および代替バス駒場線が廃止となる[5][6] 。

## 担当路線

### 高速路線

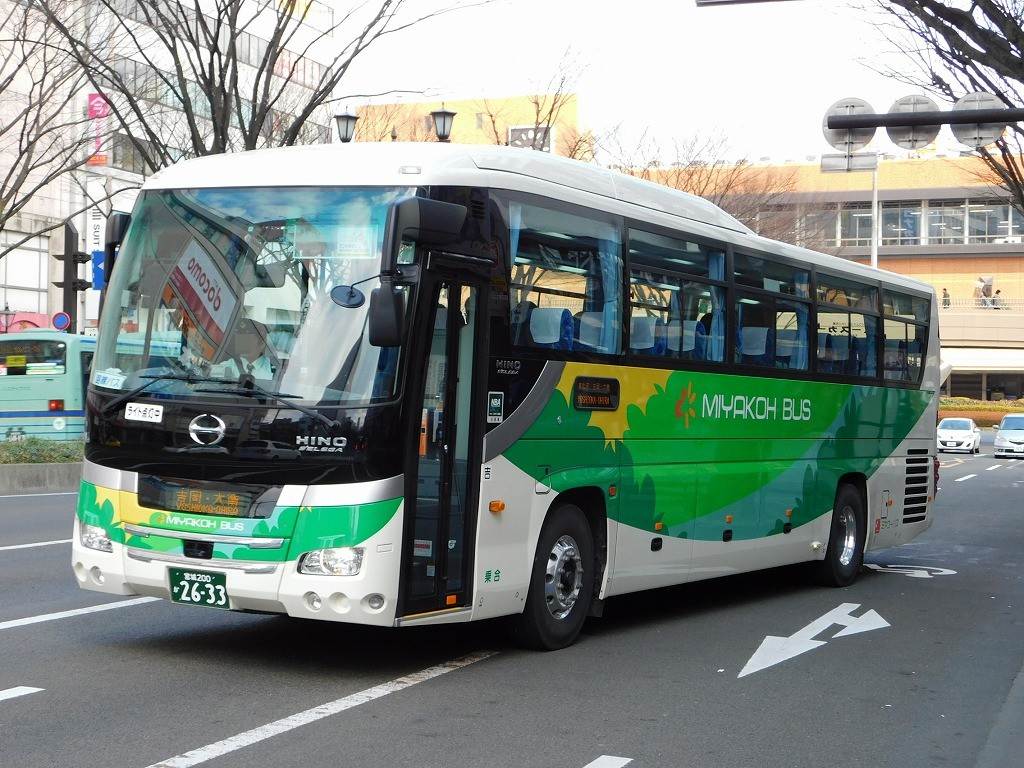
仙台 - 大衡線

#### 高速仙台大衡線
宮城県仙台市と黒川郡大衡村を結ぶ。運行回数は平日1日10往復、土日祝日1日8往復。ICカード乗車券icsca対応路線。

##### 主要停留所
東北学院大学前（平日の一部便のみ） - 仙台駅（エデン前24番） - 電力ビル前（下り） / 広瀬通一番町（上り） - JAグリーンあさひな前 - 吉岡東 - 大和町バスターミナル - 吉岡営業所前 - 大童 - 五反田 - 大衡村役場前

##### 路線沿革
- 2007年（平成19年）10月1日 - 1日6往復で運行開始。
- 2009年（平成21年）
  - 1月19日 - 大和町町民研修センター - 五反田間に「大童（おおわら）」バス停を新設。
  - 4月1日 - 一部時間帯の仙台 - 加美線との時隔調整、並びに平日・土休日の2本建てダイヤ化。
  - 10月1日 - 「吉岡志田町」バス停を「吉岡東」に改称。
- 2011年（平成23年）11月7日 - 2往復増便、1日8往復となる。あわせて従来便の一部便の時刻繰り上げ・繰り下げも実施。
- 2013年（平成25年）
  - 4月1日 - 大和町バスターミナルに乗り入れ。
  - 12月25日 - 運賃改定。運賃を値下げ。あわせて回数券に有効期限（2015年3月31日まで、以降随時更新）を設定[8]。
- 2015年（平成27年）
  - 6月1日 - 平日ダイヤを2往復増便、1日10往復となる。吉岡営業所の無料駐車場の使用を終了[9]。
  - 12月6日 - 仙台駅前バス乗り場がこれまでの西口バスプールからエデン前の24番のりばに変更[10]。
- 2016年（平成28年）3月26日 - ICカード乗車券icscaが利用可能となる（同時にSuicaなど全国交通系ICカードも相互利用開始）。これに伴い3ヶ月・6ヶ月定期の発売を開始、回数券（4枚綴り3,200円）の発売を終了。
- 2020年（令和2年）
  - 5月11日 - 新型コロナウイルスの影響により、この日より当面の間一部便を減便（および一部便の時刻を変更）。これにより平日1日6往復、土日祝日1日4.5往復となる[11]。
  - 6月8日 - この日より通常ダイヤでの運行を再開[12]。
- 2022年（令和3年）3月1日 - 運賃改定[13]。仙台 - 加美線の経路変更により、仙台 - 吉岡（五反田）間は同一経路となる[14][15]。
- 2023年（令和5年）4月1日 - 東北学院大学五橋キャンパスの開学に伴い、平日の一部便を東北学院大学前に延伸。あわせて上り便のみ電力ビル前バス停の停車を広瀬通一番町に変更[16]。
- 2025年（令和7年）4月1日 - 大衡地区と大和町バスターミナル間の相互利用が可能になる[17]。

#### 高速仙台古川線
- 古川営業所主管。路線詳細は主管先ミヤコーバス古川営業所#仙台古川線参照。

### 一般路線

#### 吉岡線
※ 宮城交通富谷営業所と共管。

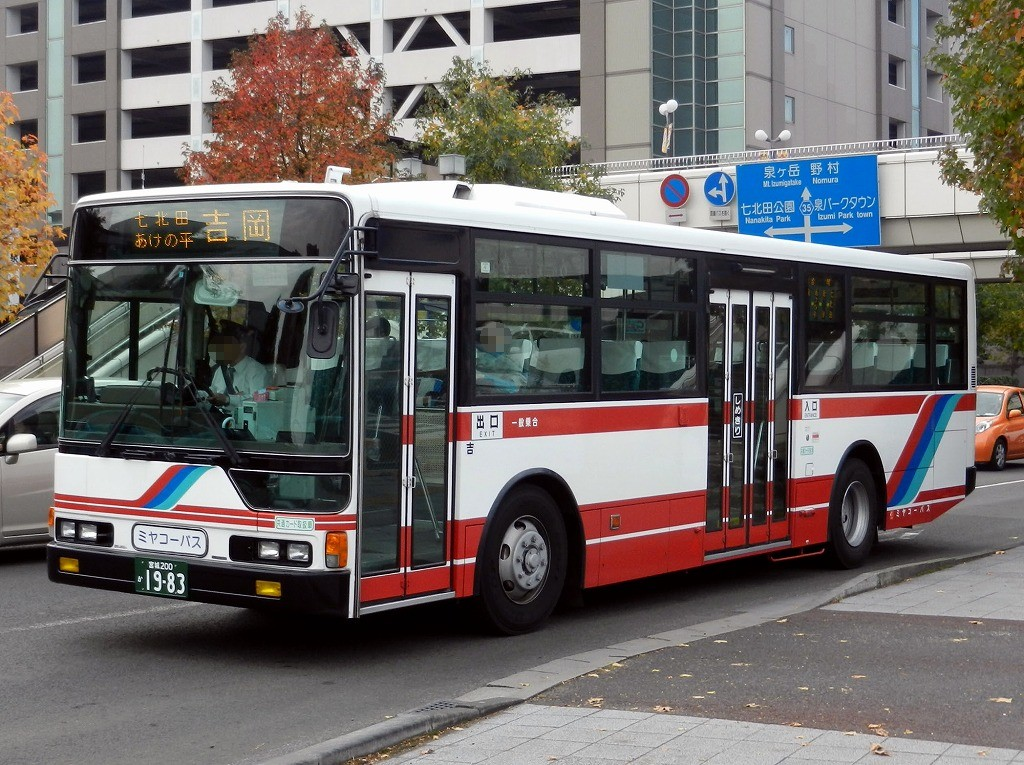
全便が泉中央駅発着となった吉岡線（2011年11月）

- 泉中央駅 - 七北田 - 新田 - 宮城交通本社前 - あけの平一丁目 - 富谷学校前 - （富谷営業所） - 高田橋 - 大和町バスターミナル - 吉岡営業所 - 吉岡上町 - 吉岡志田町 - 道下
  - 地域間幹線系統として、国・宮城県の補助を受ける[18][19]。
  - 17時台の泉中央駅行は、黒川高校前を始発である（吉岡志田町及び道下は経由しない）。
  - 2009年（平成21年）10月1日 - 平日の吉岡案内所発泉中央駅行2本のうち1本と仙台駅発吉岡案内所行1本を地下鉄泉中央駅発着に変更した上で宮城交通より移管。地下鉄泉中央駅 - 吉岡案内所間は北部工業団地線（平日2往復）と並行するが、両社の定期券・回数券で共通乗車できる。
  - 2011年（平成23年）4月18日 - 地下鉄泉中央駅 - 吉岡案内所間を大幅増便。
  - 2011年（平成23年）10月3日 - 仙台駅・八乙女駅系統を廃止。泉中央駅発着に統一、将監トンネル経由から七北田経由に変更。夜間の一部下り便を除き、ミヤコーバスが担当するようになる。
  - 2013年（平成25年）4月1日 - 大和町役場隣・公立黒川病院付近に大和町バスターミナルが開業し、この日より乗り入れ開始。既存の（地下鉄泉中央駅）- 高田橋 - 道下 - 吉岡志田町 - 天皇寺入口 - 吉岡上町 - 吉岡営業所[終点]を逆まわりにし、道下を終点とした。
  - 2015年（平成27年）12月6日 - 地下鉄泉中央駅バス停を泉中央駅と改称。

#### 北部工業団地線
※ 平日のみ運行。

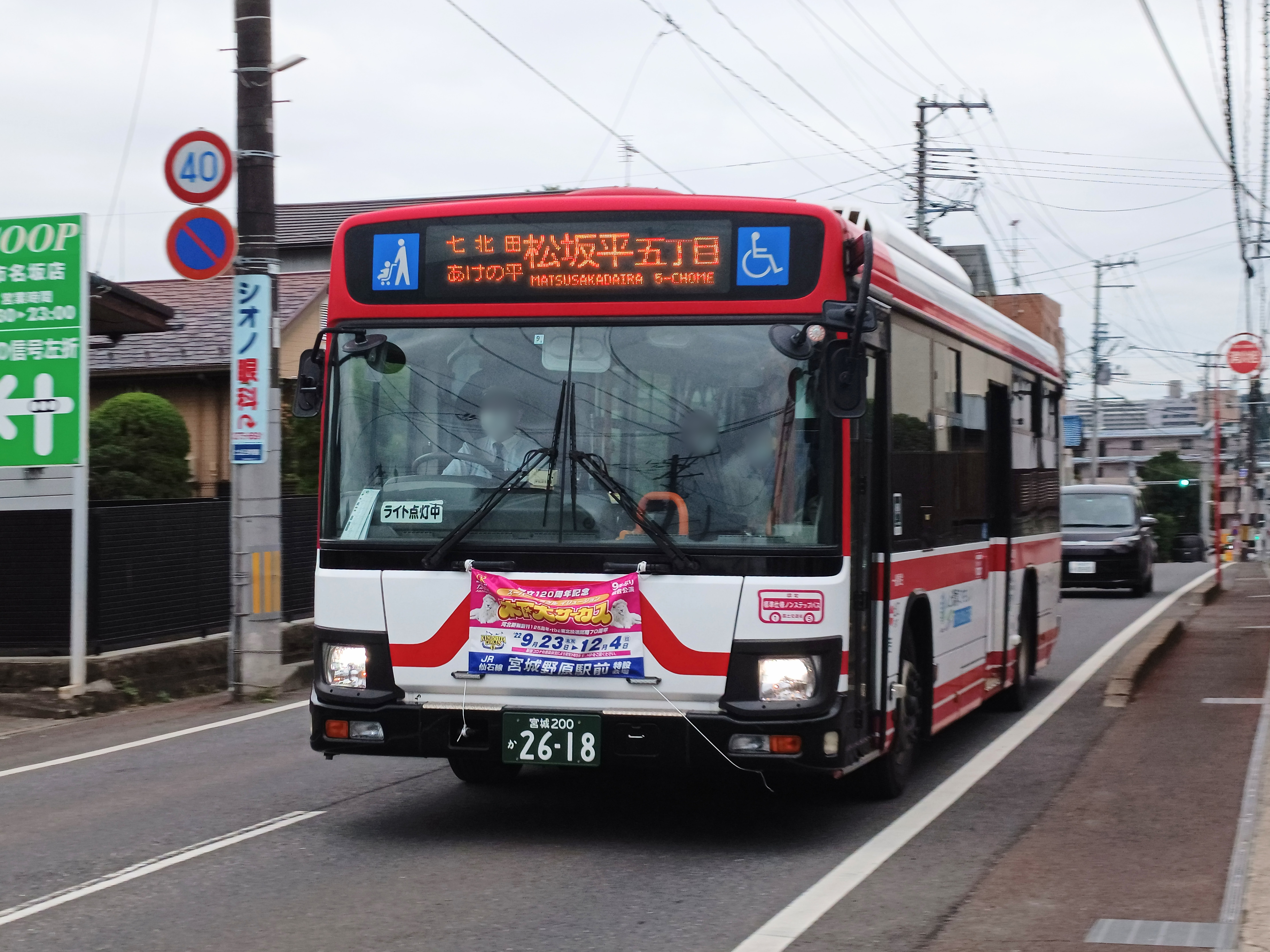
七北田経由松坂平五丁目行（2022年10月7日）

- 泉中央駅 - 七北田 - 新田 - 宮城交通本社前 - あけの平一丁目 - 富谷学校前 - （富谷営業所） - 高田橋 - 大和町バスターミナル - 吉岡営業所 - 吉岡上町 - 吉岡東 - 黒川高校 前 - 松坂平五丁目
- 2009年（平成21年）10月1日 - 試験運行開始。泉中央駅→大衡村役場前間1本、吉岡案内所 - 大衡村役場前間2往復、泉中央駅 - 吉岡案内所間下り1本、上り2本（うち上り1本は宮城交通より移管）。
  - 2011年（平成23年）10月3日 - 将監トンネル 経由から七北田経由に変更。
  - 2012年（平成24年）7月15日 - トヨタ自動車東北 前を松坂平五丁目に、クリエートパーク・セントラル自動車 前をトヨタ自動車東日本 本社にそれぞれ停留所名を改称。
  - 2013年（平成25年）4月1日 - 大和町役場隣・公立黒川病院付近に大和町バスターミナルが開業し、この日より乗り入れ開始。既存の（地下鉄泉中央駅）- 高田橋 - 道下 - 吉岡志田町 - 天皇寺入口 - 吉岡上町 - 吉岡営業所[終点]を逆まわりにした上で天皇寺入口から吉岡東に直進させ、道下・吉岡志田町不経由とした。
  - 2013年（平成25年）6月1日 - 松坂平五丁目 - 大衡村役場前間を廃止。
  - 2015年（平成27年）12月6日 - 地下鉄泉中央駅バス停を泉中央駅と改称。

#### 新富谷ガーデンシティ線
宮城交通富谷営業所と共管。
- 泉中央駅 - (将監トンネル) - 明石台西 - センター東 - 成田一丁目北 - 富谷高校前 - 上桜木大清水団地前 - あけの平一丁目 - 富谷学校前 - （富谷営業所前） - 大和町バスターミナル - 吉岡案内所 - 吉岡志田町 - 道下
  - 2019年（平成31年）4月1日 - 平日の1往復のみ運行開始。
  - 2020年（令和2年）7月1日 - 平日の泉中央駅行きの1本のみに変更。

## 廃止路線

### 利府線
- 公立黒川病院前 - 吉岡案内所 - 黒川高校前 - 鶴巣小学校前 - しらかし台 - 利府高校前 - 利府駅前
  - 2007年（平成19年）3月31日 - 廃止。翌日より大和町民バスが、ひだまりの丘 - 鶴巣山田レクリエーション広場前間で代替運行開始。

### 松島線
- 公立黒川病院前 - 吉岡案内所 - 黒川高校前 - 中村 - 安戸- 愛宕駅 - 松島駅前 - 松島案内所
  - 2006年（平成18年）3月31日 - 廃止。翌日より大和町内は大和町民バスが、黒川病院 - 高城町は大郷町住民バスが代替運行開始。

### 泉中央 - 仙台空港線
- 仙台ロイヤルパークホテル - 地下鉄泉中央駅 - (石積トンネル - 仙台北部道路・仙台東部道路経由） - 仙台空港
  - 200x年 - 開設。宮城交通富谷営業所にて担当。
  - 200x年 - 宮交バスシステムに移管。一部便を仙台ロイヤルパークホテルまで延伸。
  - 2005年（平成17年）8月 - 運賃値下げ。片道1,000→800円に。
  - 2005年（平成17年）11月19日 - 利用不振及び燃油高騰のため廃止。
    - 泉中央での折返し待機は将監駐車場の閉鎖後は東日本急行に入庫していた。

## かつての運行受託路線
下記路線のほか、富谷町から富谷町民バスの運行業務、利府町から利府町民バスの車両運転業務も受託していた。前者は路線再編時にパノラマ観光バスへ受託者変更、後者は塩釜営業所に担当変更後、仙塩交通へ受託者変更されている。

### 大衡村「万葉バス」
2023年4月1日廃止。
- 駒場線

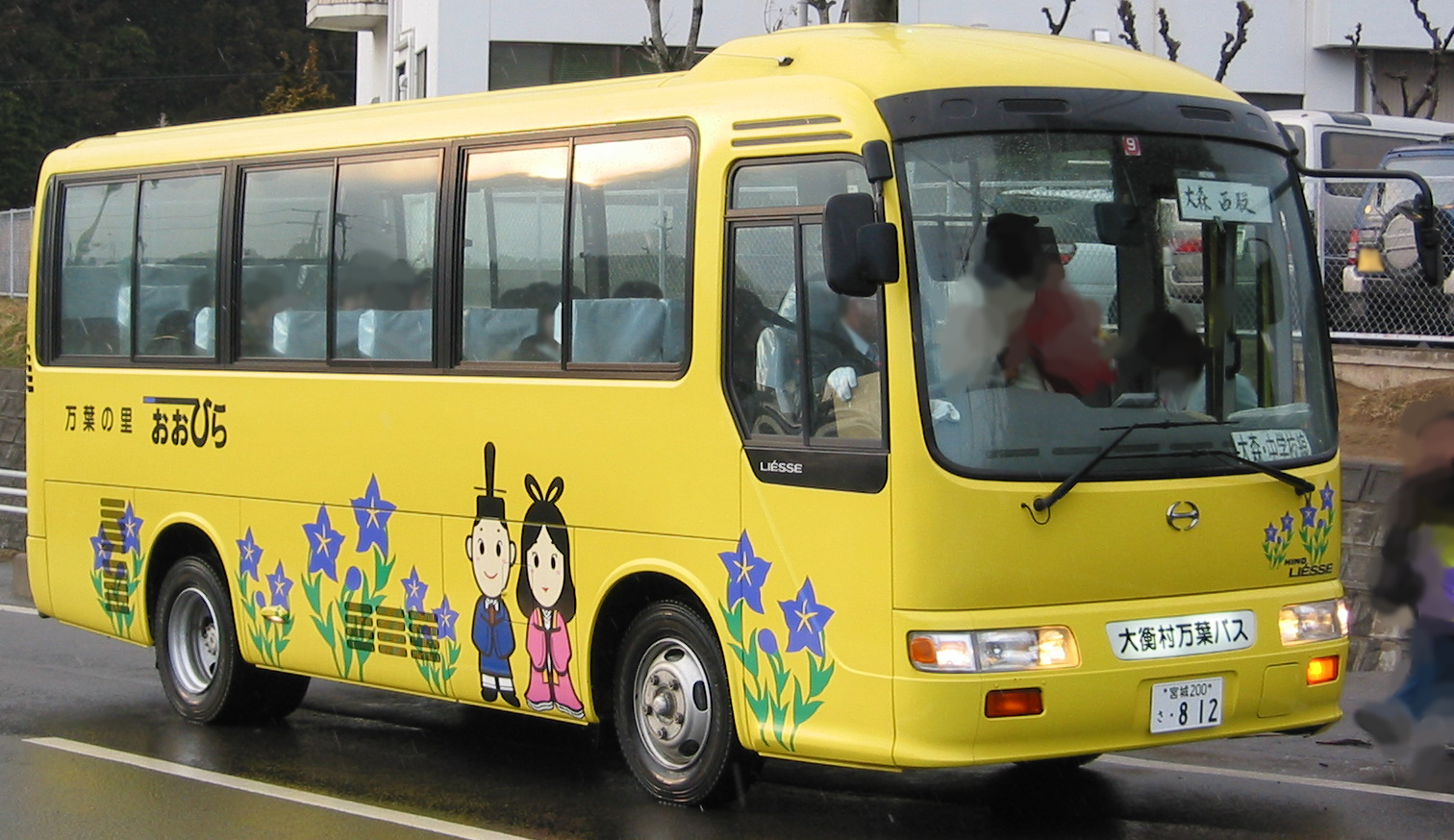
万葉バスの車両（村保有の自家用バス）

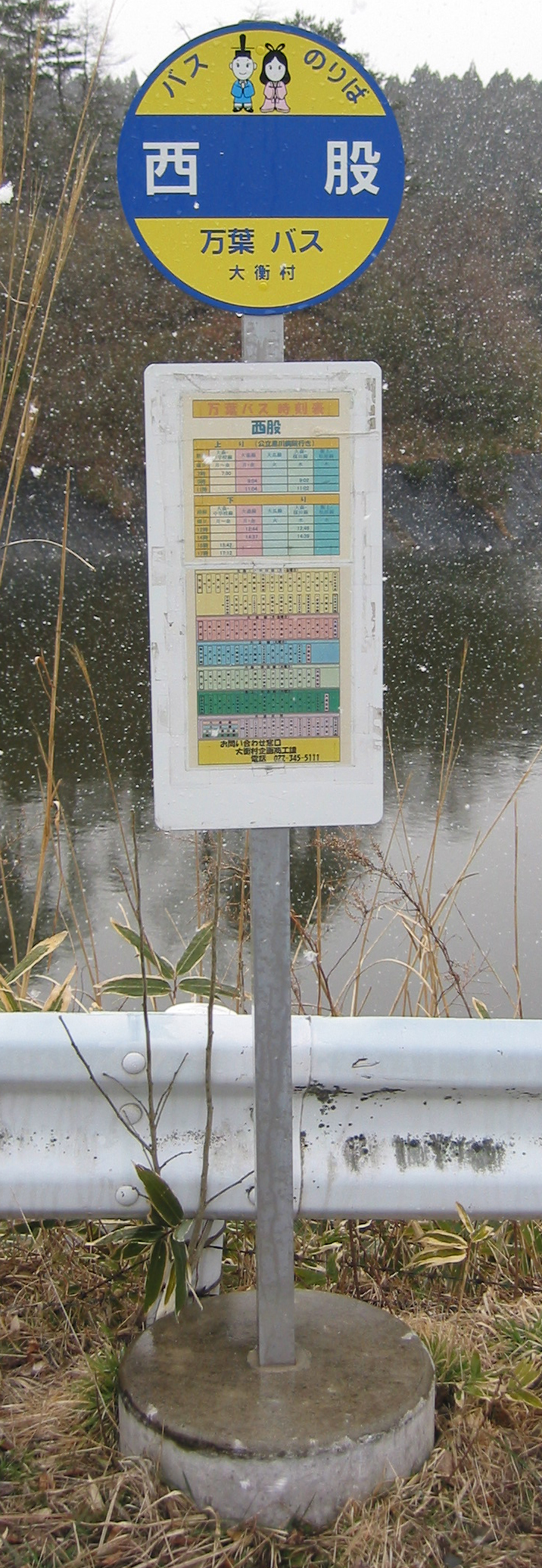
万葉バスのバス停留所

  - 公立黒川病院 - 宮交吉岡案内所前 - 大衡村役場前 - 大原
宮城交通路線の貸切代替

前項の吉岡 - 大原の運行業務の他に、大衡村所有のバスの運転業務を受託。
- 大森・中学校線（月 - 金曜日運行）
  - 公立黒川病院 - 大衡中学校 - 大衡村役場 - 要害 - 西股
- 大森線（月・金曜日運行）
  - 公立黒川病院 - 大衡村役場 - 要害 - 西股
- 大瓜線（火曜日運行）
  - 公立黒川病院 - 大衡村役場 - 衡中分館
- 大森・楳田線（水曜日運行）
  - 公立黒川病院 - 大衡村役場 - 煤田 - 西股
- 衡上・松原線（木曜日運行）
  - 公立黒川病院 - 大衡村役場 - 衡東 - 松原 - 大衡村役場

## 吉岡案内所バス停
吉岡案内所バス停は宮城交通・ミヤコーバスの停留所である。宮城交通は富谷営業所所属車が乗り入れており、ミヤコーバス吉岡営業所で折り返し待機を行う。また宮城交通は吉岡で夜間滞泊せず、運用終了後は富谷営業所へ回送されていた（2013年4月1日より終点が「道下」に、その後大和町バスターミナル発着に変更）。

### 停車路線
- ミヤコーバス
  - 吉岡線（あけの平・七北田経由泉中央駅）
  - 北部工業団地線（北部工業団地線参照）
  - 新富谷ガーデンシティ線（あけの平・富谷高校経由泉中央駅）
  - 仙台 - 大衡線（東北自動車道経由特急仙台駅前）

## 特記事項
当営業所所属車両のうち、3台（三菱ふそう・エアロスター ノーステップバス）は、東日本大震災後に尼崎市交通局から気仙沼市に寄贈された5台のうちの一部である。当初は尼崎市営バスカラーのまま気仙沼営業所管内の路線で運行されていたが、現在はそのうち3台が宮城交通カラーに塗り替えられた上で当営業所に転属し、2021年3月現在も2台が吉岡線などで運行を続けていたが、同年6月に2台とも廃車になった。